# John Schweitz
John Elwood Schweitz (Waterloo, Nueva York, 19 de abril de 1960) es un exjugador y entrenador de baloncesto estadounidense que disputó dos temporadas en la NBA, además de jugar en la CBA. Con 1,98 metros de estatura, lo hacía en la posición de base.

## Trayectoria deportiva

### Universidad
Jugó durante cuatro temporadas con los Spiders de la Universidad de Richmond, en las que promedió 15,8 puntos y 4,4 rebotes por partido. Figura como sexto máximo anotador de la historia de su universidad, con 1.723 puntos, y fue elegido en dos ocasiones en el mejor quinteto de la ECAC South Conference.

### Profesional
Fue elegido en el puesto 138 del Draft de la NBA de 1982 por Boston Celtics, equipo por el que firmó dos temporadas consecutivas sin llegar a debutar en el mismo. En su lugar, jugó en la CBA, primero en los Maine Lumberjacks y al año siguiente en los Albany Patroons entrenados por Phil Jackson, con los que se proclamó campeón, en una temporada en la que promedió 14,5 puntos y 3,4 rebotes por partido.
En 1984 fichó como agente libre por los Seattle SuperSonics, con los que jugó una temporada en la que promedió 3,0 puntos y 1,1 rebotes por partido. Regresó posteriormente a la CBA para en 1986 fichar por los Detroit Pistons después de haber probado previamente con Golden State Warriors. Únicamente disputó cuatro partidos, en los que no consiguió anotar.

## Estadísticas de su carrera en la NBA

### Temporada regular
| Temporada | Edad | Equipo              | Liga | Pos. | P  | TIT | MIN | TC  | TCA | %TC  | 3P  | 3PA | %3P  | 2P  | 2PA | %2P  | TL  | TLA | %TL  | R.OF. | R.DEF. | REB | ASIS | ROB | TAP | PER | FP  | PTS |
| 1984-85   | 24   | Seattle SuperSonics | NBA  | SG   | 19 | 0   | 5.8 | 1.3 | 3.9 | .338 | 0.0 | 0.2 | .000 | 1.3 | 3.7 | .357 | 0.4 | 0.5 | .700 | 0.3   | 0.8    | 1.1 | 0.9  | 0.0 | 0.1 | 0.7 | 0.6 | 3.0 |
| 1986-87   | 26   | Detroit Pistons     | NBA  | SG   | 3  | 0   | 2.3 | 0.0 | 0.3 | .000 | 0.0 | 0.0 |      | 0.0 | 0.3 | .000 | 0.0 | 0.0 |      | 0.0   | 0.3    | 0.3 | 0.0  | 0.0 | 0.0 | 0.7 | 0.7 | 0.0 |
| Total     |      |                     | NBA  |      | 22 | 0   | 5.3 | 1.1 | 3.4 | .333 | 0.0 | 0.2 | .000 | 1.1 | 3.2 | .352 | 0.3 | 0.5 | .700 | 0.3   | 0.7    | 1.0 | 0.8  | 0.0 | 0.0 | 0.7 | 0.6 | 2.6 |